# Dives-sur-Mer
Dives-sur-Mer település Franciaországban, Calvados megyében. Lakosainak száma 5129 fő (2022. január 1.). Dives-sur-Mer Cabourg, Gonneville-sur-Mer, Grangues, Houlgate, Périers-en-Auge és Varaville községekkel határos.

## Népesség
A település népességének változása:
| Lakosok száma | 6299 | 5508 | 5344 | 5864 | 5814 | 5733 | 5546 | 5276 | 5234 | 5129 |
|               | 1968 | 1982 | 1990 | 2006 | 2013 | 2015 | 2017 | 2019 | 2020 | 2022 |